# Lucy Wertheim
Lucy Carrington Wertheim (Whitechapel, Londýn, Anglie, 1882 – Brighton, Anglie) byla anglická majitelka galerie, která v roce 1930 založila skupinu Twenties Group „anglických umělců kolem dvaceti“ a byla hlavní patronkou malíře Christophera Wooda.

## Životopis
Lucy Carrington Pearsonová se v roce 1902 provdala za Mari Paula Johana Wertheima (1878–1952) v roce 1902. Wertheim se narodil v Nizozemsku a stal se britským občanem.
Se svým manželem vedla galerie v Londýně, Brightonu a Derbyshiru a byla známá tím, že podporovala mnoho mladých umělců a sochařů. Ve dvacátých letech koupila mnoho děl Henryho Moora a podporovala Cedrica Morrise.
V roce 1930 otevřela svou první galerii na Burlington Gardens v Mayfair v Londýně. Pravděpodobně to byla zásluha umělkyně Frances Hodgkins, která přesvědčila paní Wertheimovou, aby přešla od nadšeného zastánce „moderního umění“ k otevření vlastní galerie. Johan Wertheim vzpomíná na událost ve své knize Adventure in Art (Dobrodružství v umění) z roku 1947 - „Frances vykřikla na mého manžela: Tvoje žena by měla otevřít galerii pro nás chudé umělce: její nadšení by přineslo úspěch!“... Tato slova však byla vyslovena spíše v žertu, ale myšlenka mne zaujala. Semínko bylo zaseto a přineslo ovoce.“
Ať už to bylo cokoli, co nakonec Lucy přimělo otevřít galerii, mnoho umělců bylo nepochybně rádi, že to udělala. Mezi umělce vystavované nebo podporované Lucy Wertheimovou patřili Walter Sickert, Rodney Gladwell, Humphrey Slater, Helmut Kolle, Vivin Hume, Phelan Gibb, John Bigge a John Banting, Henry Stockley, Nando Manetti, Rowland Suddaby, Leslie Hurry, Isla Rodmell, Kenneth Hall , Basil Rakoczi, John Melville, Feliks Topolski, Charles Higgins, David Burton, Cedric Morris, Alfred Wallis, Frances Hodgkins, Elizabeth Rivers, Mostyn Lewis, Jose Christopherson, David Gommon, Kathleen Walne, Christopher Wood a další.